# Castello di Tribuswinkel
Il castello di Tribuswinkel (Schloss Tribuswinkel in tedesco) si trova nel villaggio omonimo che appartiene al comune austriaco di Traiskirchen nel distretto di Baden, in Bassa Austria e le sue prime strutture risalgono al XVII secolo.

## Storia

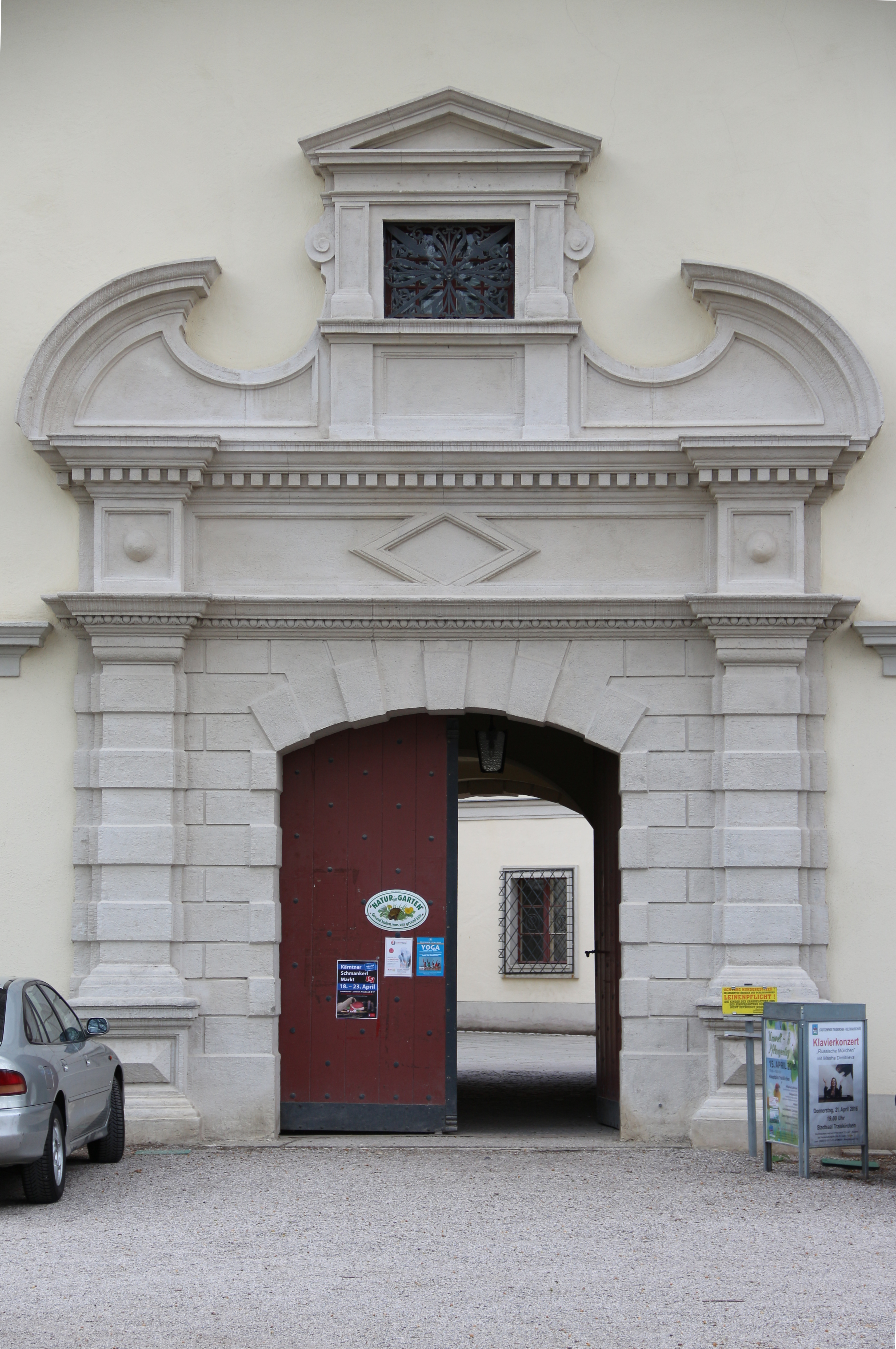
Portale di accesso

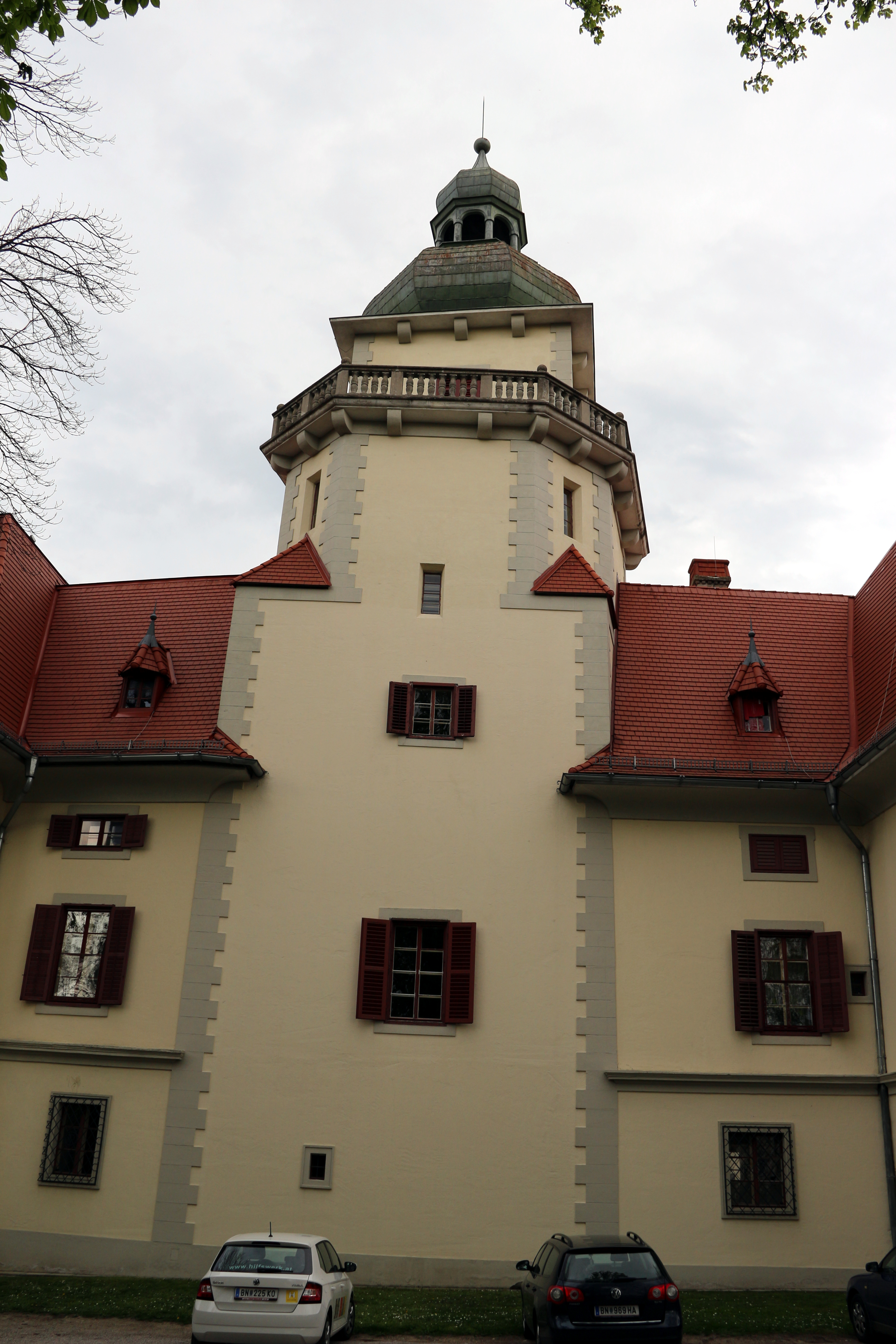
Torre a quattro piani vista dal cortile

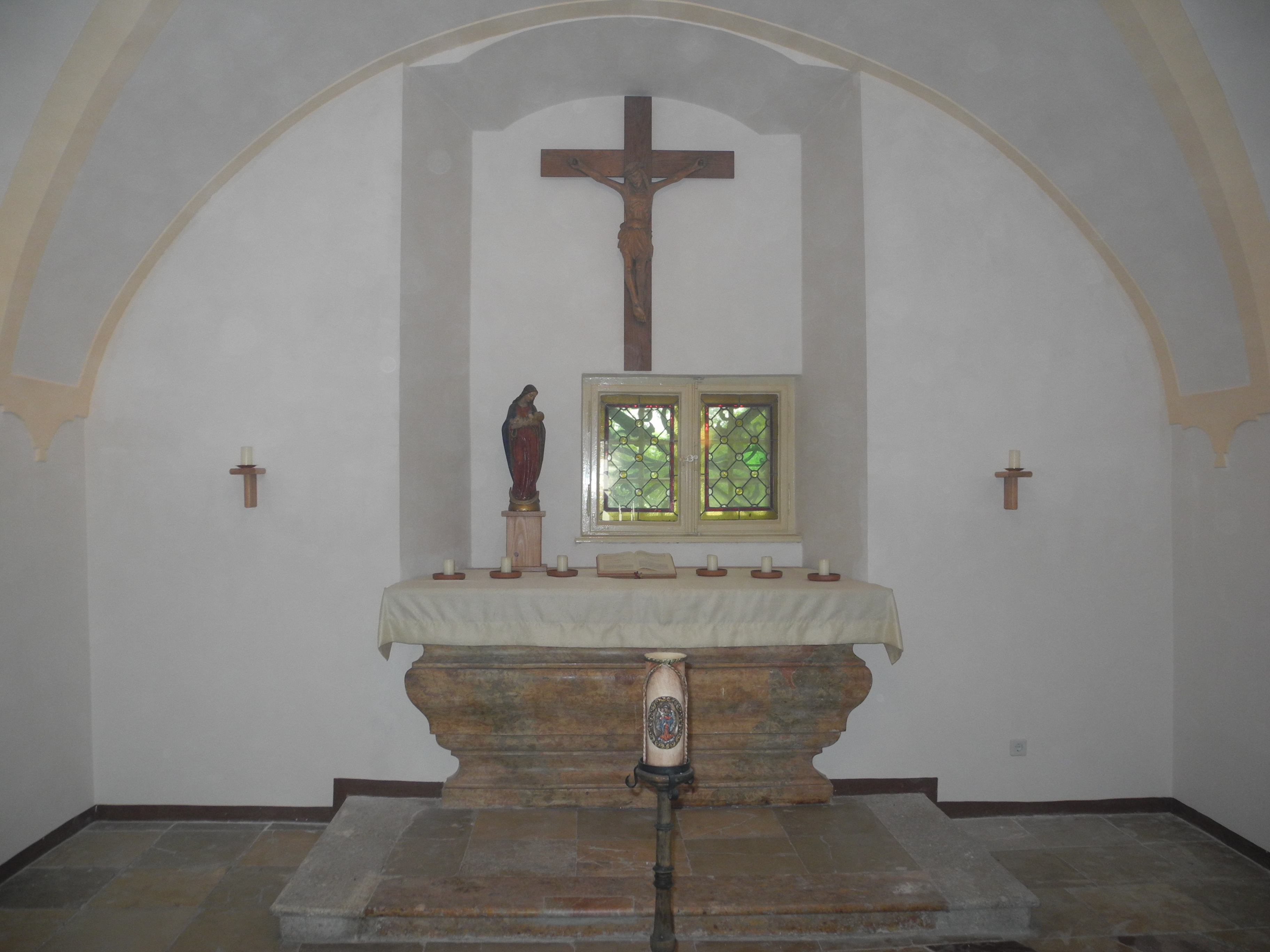
Cappella gentilizia del castello

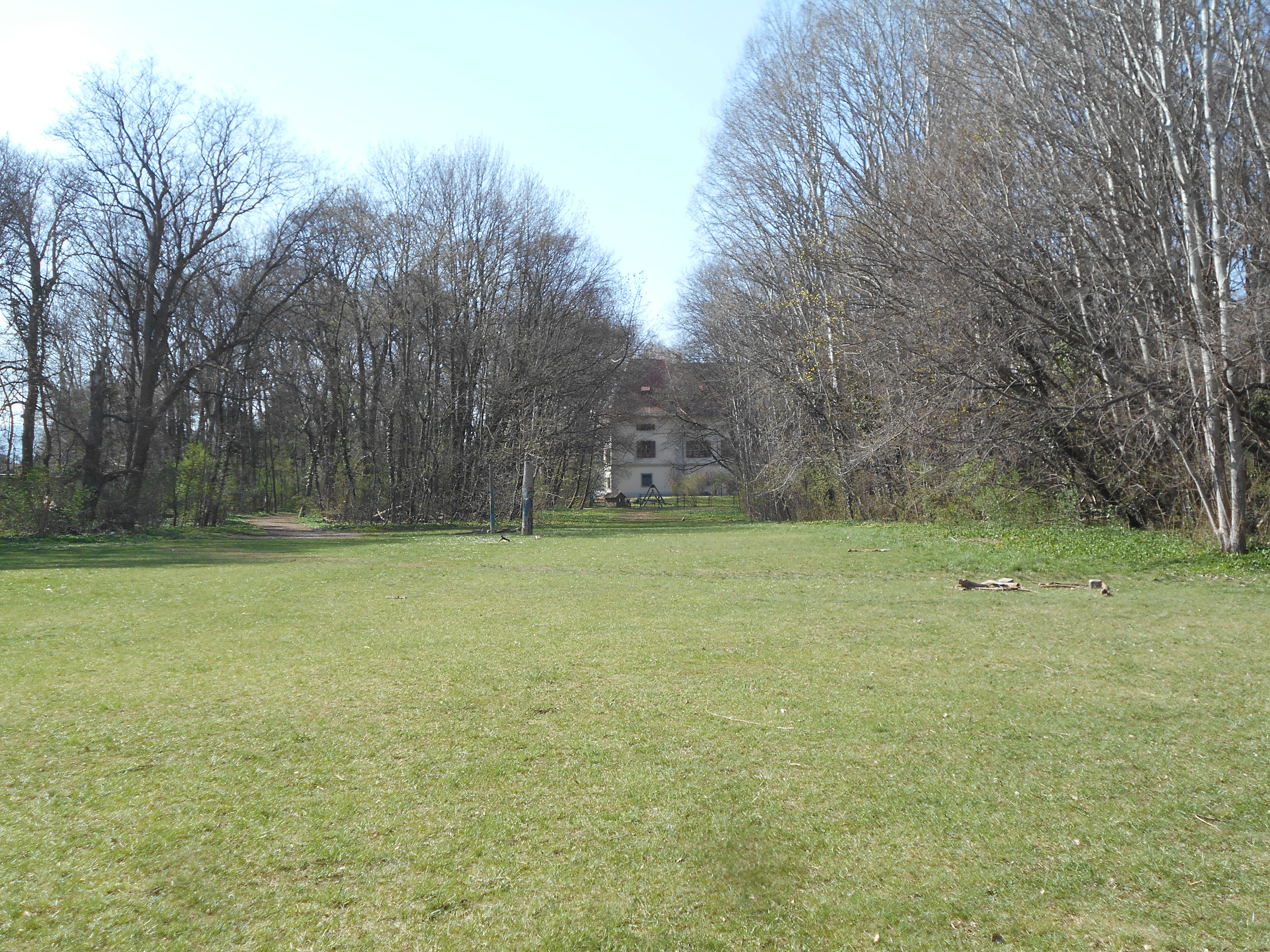
Parco del castello

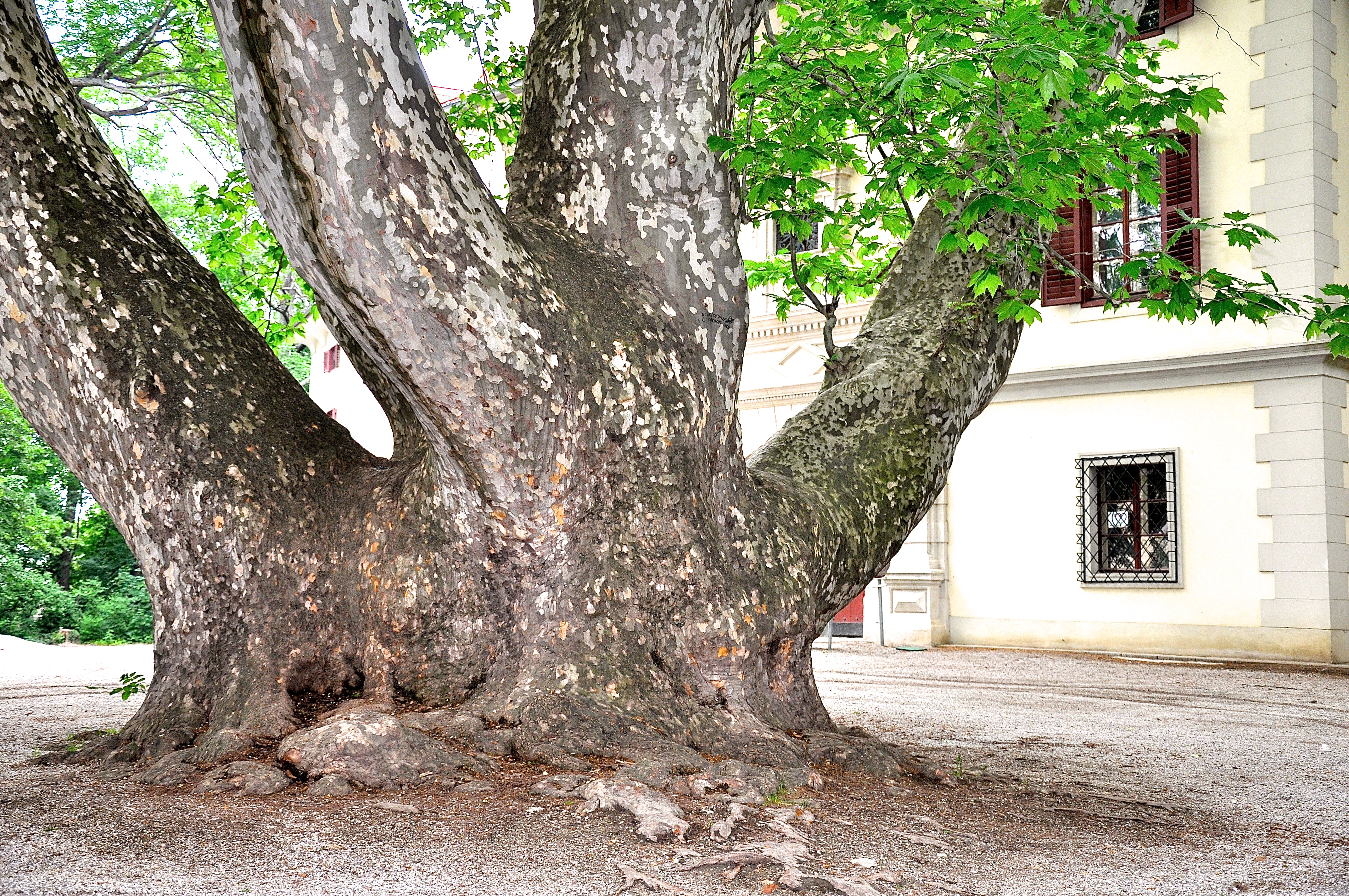
Grande platano considerato monumento naturale nel parco del castello

Le prime fortificazioni sul sito risalgono probabilmente ad un periodo compreso tra il 1120 e il 1130 e sin dall'inizio avevano un fossato difensivo esterno. La struttura di maggiori dimensioni, quindi il vero e proprio castello, dovrebbe essere stato eretto nella prima metà del XIV secolo. I primi signori citati come proprietari del maniero furono i Mistelbach e nel 1359 Ernbrecht von Mistelbach vendette il castello con la tenuta a Wolfgang von Winden. Rimase alla famiglia von Winden fino al 1527 e successivamente, i proprietari cambiarono abbastanza frequentemente e vennero registrati gli Starhemberger, i von Schwarzenau e gli Hoyos. Nel 1588 arrivò come nuovo proprietario Georg Federl e nel 1637 fu ceduto al conte Johann Hector Isolani.
Altri proprietari si succedettero e al tempo dell'invasione delle truppe ottomane il maniero si dimostrò uno dei luoghi di rifugio meglio difesi e utilizzato anche dalla popolazione civile. Nel 1772 la fortezza fu acquistata dalla contessa Kottulinsky, Maria Anna von Schulenburg-Oeynhausen e nel 1799 subentrò la famiglia Bartenstein. A metà del XIX secolo venne ristrutturato in modo radicale e nel 1877 i nuovi signori divennero i baroni Christoph e Johann von Doblhoff. Poco prima della fine della prima guerra mondiale venne acquisito dall'industriale Ludwig Urban e venne nuovamente ristrutturato.Dopo la fine della seconda guerra mondiale venne requisito dall'Armata Rossa poi, quando la proprietà ritornò nelle disponibilità della vedova di Urban, il palazzo venne donato al comune di Vienna. Il comune qui allestì una casa di convalescenza per bambini chiusa solo nel 1988. La proprietà è stata venduta poi al comune di Traiskirchen (Tribuswinkel è una sua frazione) e dal 1995 il castello è stato nuovamente ristrutturato.

## Descrizione
Il castello si trova nel villaggio di Tribuswinkel, frazione del comune austriaco di Traiskirchen, circa 2 chilometri a est di Baden nel distretto di Baden, in Bassa Austria. Il complesso è monumentale, disposto su tre piani e con una pianta a forma di trapezio irregolare. Le sue quattro ali sono coperte da alti tetti spioventi e l'aspetto è quello di un edificio che conserva tracce del suo passato di fortezza difensiva. Ai quattro vertici vi sono sporgenze simili a bastioni con un corpo di guardia che sporge leggermente dalla parte anteriore del lato ovest. Il grande portale che permette l'accesso al cortile conserva la chiave di volta con timpano risalente al 1614. Il cortile interno quadrangolare è relativamente ampio. Nell'angolo nord-ovest si trova la torre a scala circolare con suo tetto conico. La parte più antica è il fronte ovest con la caratteristica torre a quattro piani che culmina con una copertura a cupola a forma di cipolla e risalente al 1917. Una balaustra circonda la torre corre a livello dell'ultimo piano. Gli interni hanno l'aspetto recente dal XIX e XX secolo mentre le sistemazioni originali sono andate perdute. Il cortile interno è liberamente accessibile per le visite.

### Bene architettonico tutelato
In Austria il castello di Tribuswinkel, che è circondato dal suo parco, è un bene sottoposto a tutela artistica col numero 33821.